# Notus elongatus
Notus elongatus är en insektsart som först beskrevs av Ball och Delong 1925.  Notus elongatus ingår i släktet Notus och familjen dvärgstritar.
Artens utbredningsområde är Kalifornien. Inga underarter finns listade i Catalogue of Life.